# Елизабет фон Брауншвайг-Каленберг
Елизабет фон Брауншвайг-Каленберг (на немски: Elisabeth von Braunschweig-Kalenberg) от род Велфи е принцеса от Брауншвайг-Каленберг и чрез женитба от 1546 г. графиня на Графство Хенеберг.

## Биография
Родена е на 8 април 1526 година в Нинофер. Тя е най-възрастната дъщеря на херцог Ерих фон Брауншвайг-Каленберг-Гьотинген (1470 – 1540) и втората му съпруга принцеса Елизабет Хоенцолерн фон Бранденбург (1510 – 1558), дъщеря на курфюрст Йоахим I от Бранденбург.
Елизабет се омъжва на 19 август 1543 г. в Мюнден за княз-граф Георг Ернст фон Хенеберг (1511 – 1583). Нейната зестра е 20 000 гулдена. През 1546 г. майка ѝ ̀Елизабет като вдовица се омъжва за граф Попо XII фон Хенеберг (1513 – 1574), по-малкият брат на нейния съпруг Георг Ернст.
Умира на 19 август 1566 година в Шлойзинген на 40-годишна възраст. Погребана е в дворцовата църква Св. Йоханис.

## Деца
Елизабет и Георг Ернст фон Хенеберг имат един син (* 15 февруари 1552; † 9 май 1552), който умира преди кръщението.